# 矢野優子
矢野 優子（やの ゆうこ、1975年9月12日 - ）は、徳島県出身の元女子バスケットボール選手である。ポジションはガード・フォワード。172cm。ニックネームは「ジェイ」。

## 人物
三人姉妹の次女で、妹はトヨタ自動車所属で元日本代表の矢野良子。
姉の影響でバスケを始め、城北高校卒業後、ジャパンエナジーに入社。姉妹揃って2000/01シーズンにはWリーグとオールジャパンの2冠に貢献する。
しかし、このシーズンを最後にWIに降格したトヨタ自動車アンテロープスへ移籍。1シーズンでのWリーグ復帰の原動力となり、その後も主力として2004/05、2005/06のセミファイナル進出に貢献した。
2006年、富士通レッドウェーブに移籍。再び姉妹揃ってチームメイトとなり、オールジャパン連覇及びWリーグ初優勝に貢献する。2チームでのWリーグ制覇は妹良子と共に史上初。
2008年W1リーグ　エバラヴィッキーズに移籍。エバラではコーチ兼任でプレイし、2012年には3ポイントリーダーズのタイトルを獲得したが、同年引退。

## 経歴
- 城北高 - ジャパンエナジー（1993〜2001） - トヨタ自動車（2001〜2006） - 富士通（2006〜2008） - 荏原（2008〜2012）